# Renaixement (Bulgària)
Renaixement (en búlgar: Възраждане, romanitzat: Vazrazhdane) és un partit d'ultradreta i nacionalista de Bulgària.

## Història
Al juny de 2014 l'ultranacionalista Kostadin Kostadinov, desconent amb el VRMO, va anunciar la formació de Renaixement, que organitzaria la seva Assemblea Constituent el 2 d'agost, coincidint amb l'aniversari de l'Aixecament d'Ilinden contra els otomans. El nou partit es mantindria com a força extraparlamentària fins al novembre de 2021, en les quals va obtenir el 4.86% i 13 escons, beneficiat per la llarga crisi política búlgara.
En les següents eleccions es consolidaria i aniria ampliant la seva força a l'Assemblea Nacional, passant dels 13 escons de novembre de 2021 a 35 diputats a l'octubre de 2024. En aquest sentit, continuarien realitzant una ferma oposició al sistema polític búlgar amb nombroses protestes i activitats polèmiques, com els disturbis contra el govern de Boiko Boríssov al 2020, l'escarni contra el Ministre d'Educació Nikolai Denkov, o l'assalt a les oficines europees a Sofia de 2023.
Entre 2020 i 2021 el partit seria investigat per la Fiscalia de Sofia, que demanaria la seva il·legalització en virtut de l'art. 40 de la Llei de partits polítics. Finalment, el 26 de febrer de 2021 el Tribunal de la ciutat de Sofia rebutjaria la demanda, negant-se a abolir la formació ultradretana.

## Resultats electorals

### Assemblea Nacional
| Any      | Líder               | Vots    | %          | Escons   | +/– | Govern            |
| -------- | ------------------- | ------- | ---------- | -------- | --- | ----------------- |
| 2017     | Kostadin Kostadinov | 37,896  | 1.11 (#11) | 0 / 240  | Nou | Extraparlamentari |
| Abr 2021 | Kostadin Kostadinov | 78,395  | 2.41 (#9)  | 0 / 240  | =   | Extraparlamentari |
| Jul 2021 | Kostadin Kostadinov | 82,147  | 3.01 (#8)  | 0 / 240  | =   | Extraparlamentari |
| Nov 2021 | Kostadin Kostadinov | 127,568 | 4.86 (#7)  | 13 / 240 | 13  | Oposició          |
| 2022     | Kostadin Kostadinov | 254,952 | 10.18 (#4) | 27 / 240 | 14  | Anticipades       |
| 2023     | Kostadin Kostadinov | 358,174 | 14.16 (#3) | 37 / 240 | 10  | Oposició          |
| Jun 2024 | Kostadin Kostadinov | 295,915 | 13.78 (#4) | 38 / 240 | 1   | Anticipades       |
| Oct 2024 | Kostadin Kostadinov | 325,466 | 13.38 (#3) | 35 / 240 | 3   | Oposició          |

### Parlament Europeu
| Any  | Líder              | Vots    | %          | Escons | +/– | Grup |
| ---- | ------------------ | ------- | ---------- | ------ | --- | ---- |
| 2019 | Tsoncho Ganev      | 20,319  | 1.04 (#13) | 0 / 17 | Nou | –    |
| 2024 | Stanislav Stoyanov | 281,439 | 13.98 (#4) | 3 / 17 | 3   | ESN  |